# Charlie Haeger
Charlie Wallis Haeger, né le 19 septembre 1983 à Livonia (Michigan) et mort le 3 octobre 2020 au Grand Canyon (Arizona), est un ancien lanceur droitier américain de baseball évoluant en Ligue majeure à partir de 2006. Il rejoint en 2011 les Red Sox de Boston. Haeger est un lanceur de balle papillon.

## Biographie

### Carrière
Charlie Haeger joue pour les White Sox de Chicago (2006-2007), les Padres de San Diego (2008) et les Dodgers de Los Angeles (2009-2010) avant de rejoindre le 24 novembre 2010 les Mariners de Seattle. Il ne lance qu'avec le club-école des Mariners à Tacoma en 2011 avant d'être libéré de son contrat en juillet. Le 23 juillet 2011, il accepte une offre des Red Sox de Boston

### Décès
Charlie Haeger est retrouvé mort le 3 octobre 2020 sur un chemin du Grand Canyon (Arizona), visiblement suicidé avec une arme à feu. Il était le suspect principal dans la mort de son ancienne compagne, quelques jours plus tôt dans l'agglomération de Phoenix.